# Епархия Обидуса
Епархия Обидуса (лат. Dioecesis Obidensis) — епархия Римско-Католической церкви с центром в городе Обидус, Бразилия. Епархия Обидуса входит в митрополию Белен-до-Пара. Кафедральным собором епархии Обидуса является церковь святой Анны.

## История
10 апреля 1957 года Святой Престол учредил территориальную прелатуру Обидуса, выделив её из территориальной прелатуры Сантарена.
9 ноября 2011 года папой римским Бенедиктом XVI территориальная прелатура Обидуса была возведена в ранг епархии.

## Ординарии епархии
- епископ João Floriano Loewenau, O.F.M. (12.09.1957 — 1972);
- епископ Constantino José Lüers, O.F.M. (13.04.1973 — 24.03.1976) — назначен епископом Пенеду;
- епископ Martinho Lammers, O.F.M. (19.07.1976 — 28.01.2009);
- епископ Bernardo Johannes Bahlmann, O.F.M. (28.01.2009 — по настоящее время).

## Источник
- Annuario Pontificio, Ватикан, 2005